# برص أبو كف مصري
برص مروحي القدمين مصري أو برص أبو كف مصري (الاسم العلمي: Ptyodactylus hasselquistii) (بالإنجليزية: Egyptian Fan-Toed Gecko)‏، هو نوع ينتمي إلى (فصيلة: Gekkonidae).

## روابط خارجية
- زواحف المملكة العربية السعودية
- الزواحف والبرمائيات في مصر
- التنوع البيولوجي في مصر
- الحياة البرية في الإمارات
- التنوع الحيوي بالسلطنة
- دليل الحياة البرية في تونس
- متحف الزواحف في كلية علوم دمياط